# Toyota Corolla Verso
A Toyota Corolla Verso egy kompakt egyterű (MPV), amelyet a japán Toyota Motor Corporation gyártott 1996-tól 2009-ig. Összesen 3 generációja van. A Corolla Verso legfőbb riválisai az Opel Zafira és a Volkswagen Touran. 2009-ben a Toyota Verso váltotta le. A Toyota Corolla hétszemélyes egyterű változata.

## Az első generáció (E110; 1996–2001)

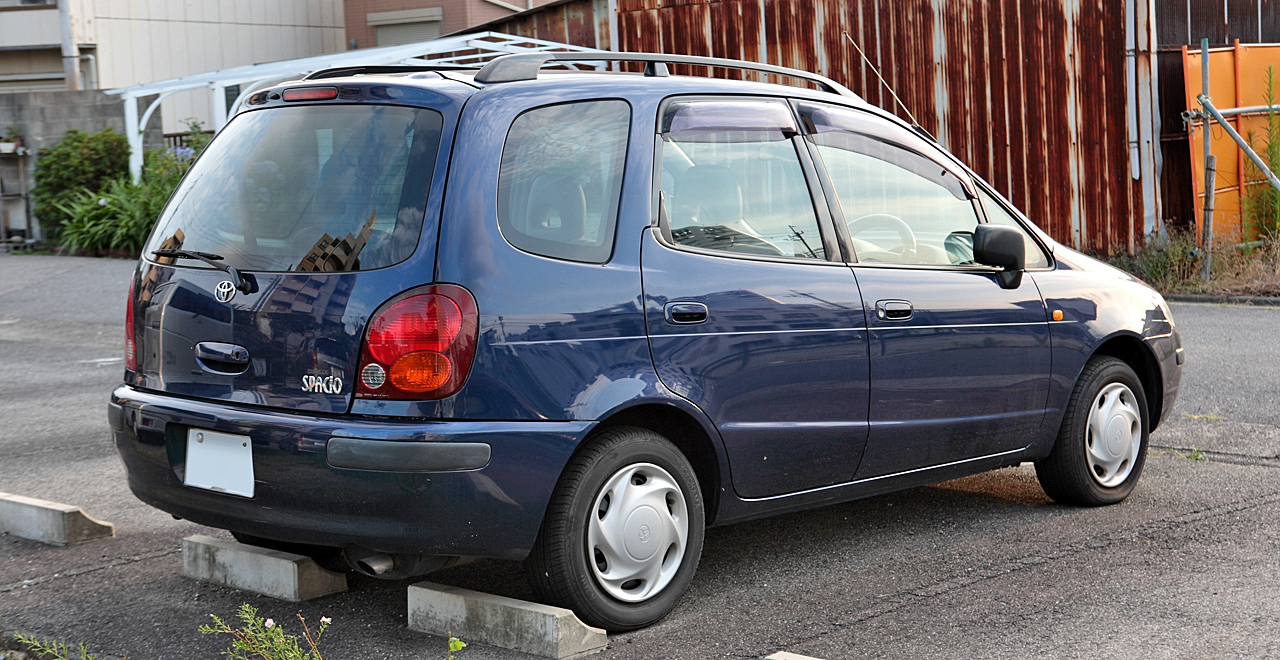
Toyota Corolla Spacio 1996–2001

A Corolla Spacio volt az első generáció, melyet 1996-tól 2001-ig gyártottak. Technikailag a Corolla modellel egyezik meg. A Kanto Auto Works tervezte. Kapható volt négy-, vagyis 2+2 üléses verzióban (elöl kettő és hátul is két külön ülés, nem ülőpad, mint a hagyományos autókban), vagy 6 (2-2-2) ülésesben (az extra 2 ülés a csomagtérben kapott helyet). Az 1,8-as 110LE (81kW) benzines motor elérhető volt összkerékhajtással is. Csak 4 sebességes automata váltóval volt kapható. 1997 júliusától volt egy 2+3 üléses verzió is a kínálatban. 1999-ben ráncfelvarráson esett át, módosították a designt és kapott fordulatszámmérőt.

### Benzinmotorok
- 1.3i , soros 4 hengeres 1332 cm³, 63 kW (84 LE), 1997–2000
- 1.6 , soros 4 hengeres 1587 cm³, 79 kW (107 LE), 1997–2000 (automata váltós)
- 1.6 , soros 4 hengeres 1598 cm³, 81 kW (110 LE), 1997–2001
- 1.8 , összkerékhajtásos soros 4 hengeres 1762 cm³, 81 kW (110 LE), 1997–2002

### Dízelmotorok
- 2.0 D, soros 4 hengeres 1975 cm³, 53 kW (72 LE), 1997–1999
- 2.0 D-4D, soros 4 hengeres 1995 cm³, 66 kW (90 LE), 2000–2002

## A második generáció (E121; 2001–2004)
A második generációt 2001 májusától 2004 júniusáig gyártották. A legkiemelkedőbb különbség az elődmodellhez képest a külső megjelenésen kívül, hogy 7 üléses és a középső üléssor 3 külön ülésből áll. 2003-ban történt egy kisebb frissítés, amelynek hatása főleg a külsőben mutatkozott meg, pl. a hűtőmaszkban.

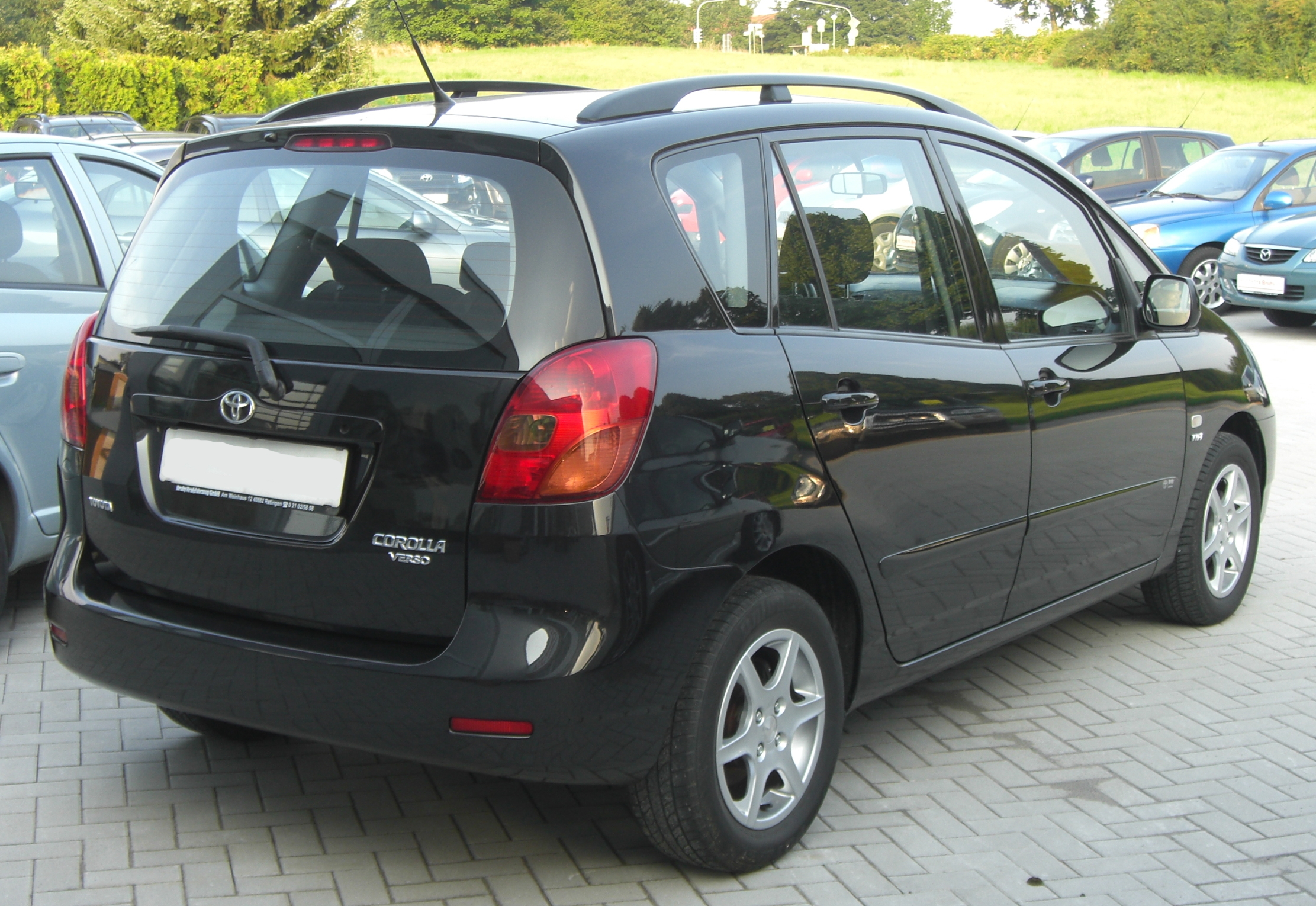
Pre-facelift Corolla Verso (Europe)
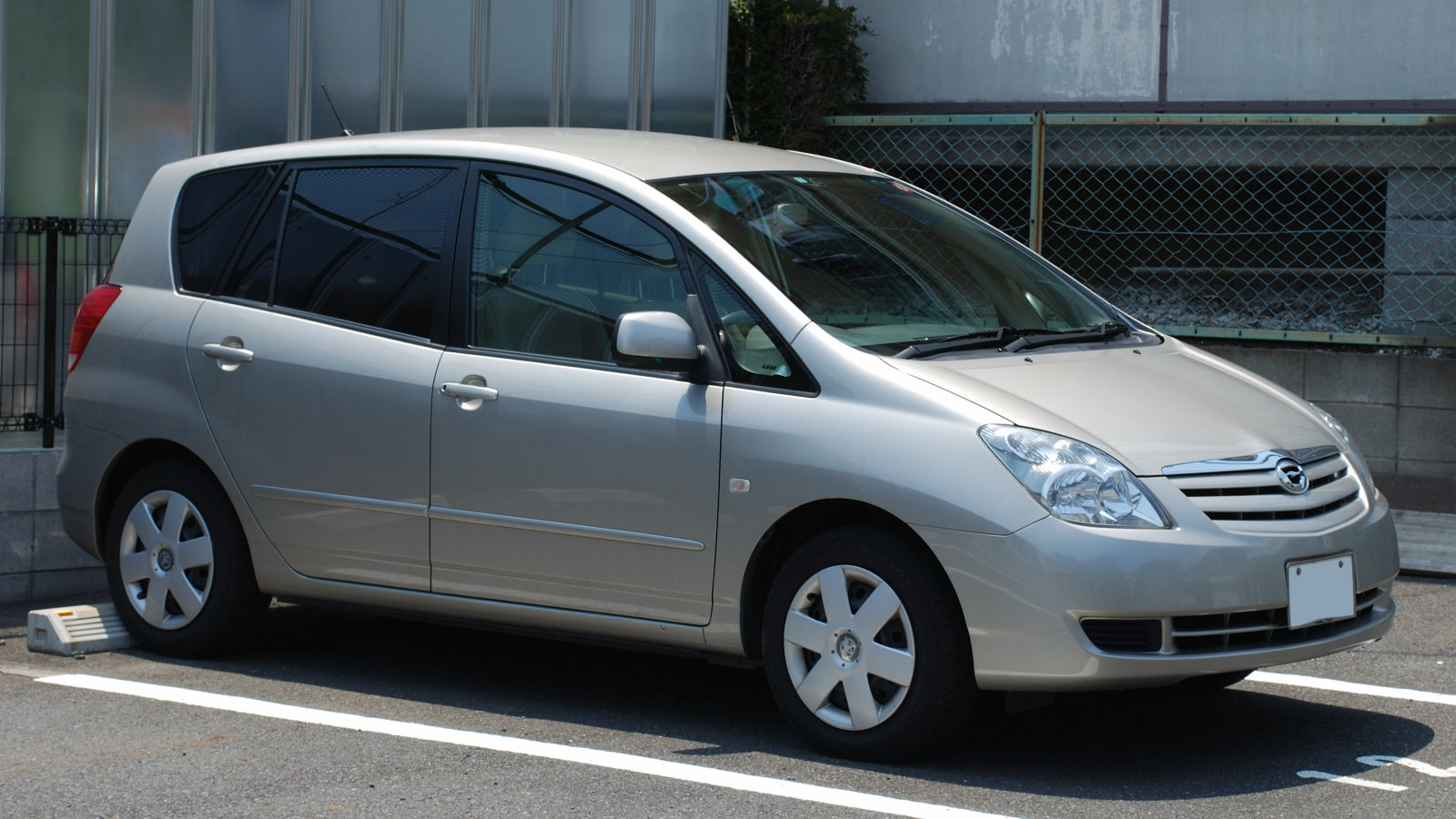
Facelifted Corolla Spacio (Japan)

### Benzinmotorok
- 1.6 VVT-i - soros 4 hengeres 1598 cm³ 81 kW (110 LE), 2001–2004
- 1.8 VVT-i - soros 4 hengeres 1794 cm³ 99 kW (135 LE), 2001–2004

### Dízelmotorok
- 2.0 D-4D - soros 4 hengeres 1995 cm³ 66 kW (90 PS), 2001–2004

## A harmadik generáció (AR10; 2004–2009)

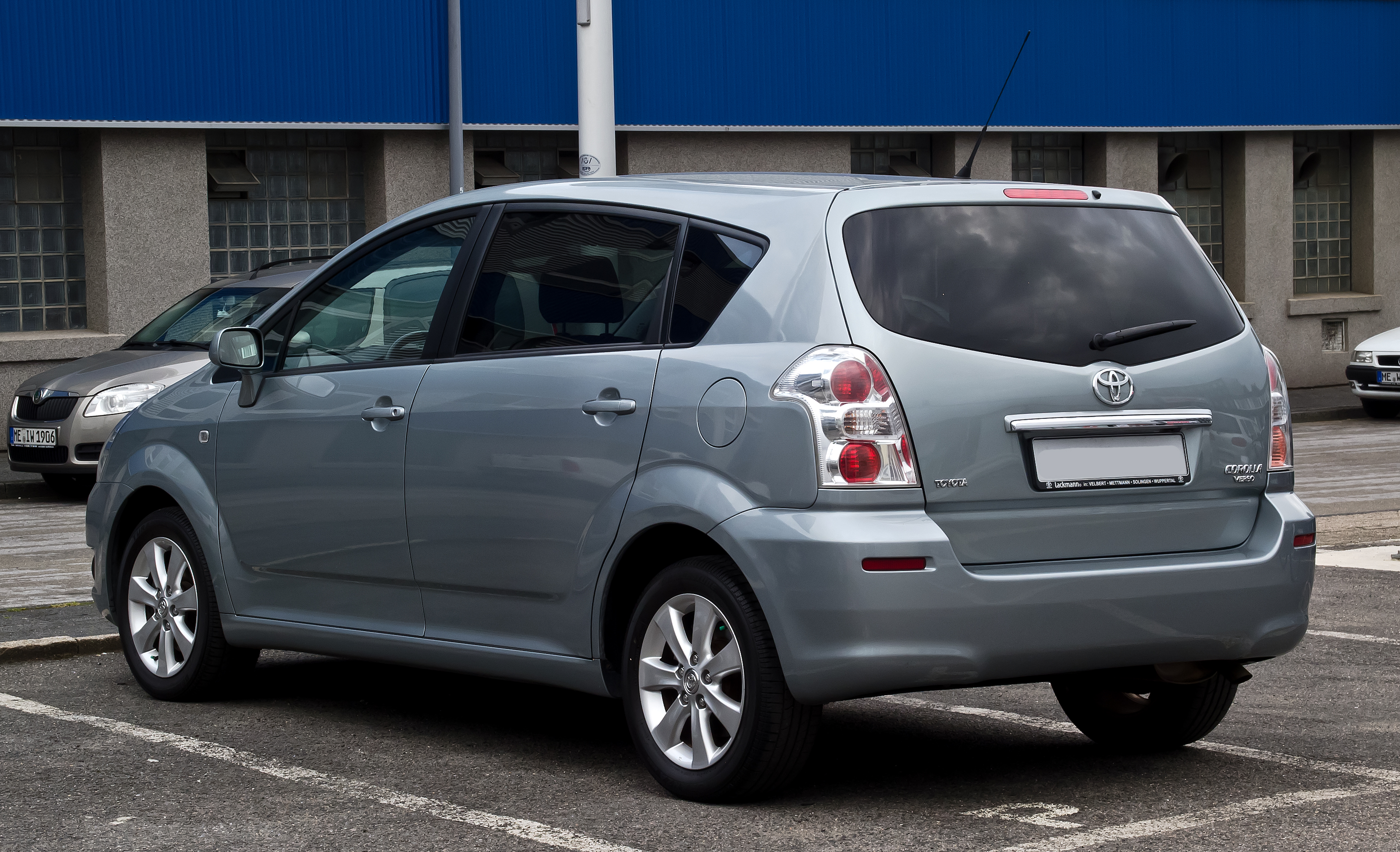
Toyota Corolla Verso 2004–2009

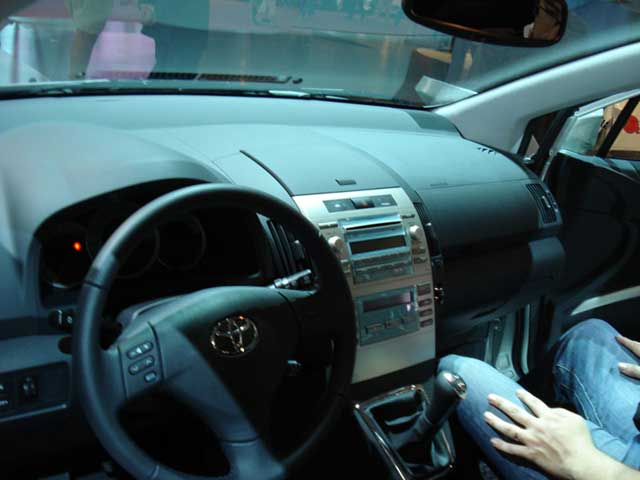
Belső

A harmadik és egyben utolsó generációt immár a török Toyotasa Toyota Sabancı Satış ve Pazarlama A.Ş. gyárban szerelték össze.
2005 őszétől kapható volt egy új 2,2 literes (130kw) 177 LE-s dízelmotorral is. Ez volt az akkoriban kapható legerősebb motor az egyterűek kategóriájában. Környezetvédelmi szempontból a Toyota a saját D-CAT technológiát alkalmazta. 2007-ben ráncfelvarráson esett át. Főbb újítások: hűtőmaszk (melyet az Aurisban láthatunk viszont), hátsó lökhárító és hátsó lámpák. Gyártásának 2009-es befejezése után a Toyota Verso lett az utód modell.

### Benzinmotorok
- 1.6 VVT-i - soros 4 hengeres 1598 cm³ , 81 kW (110 LE), 2004–2009
- 1.8 VVT-i - soros 4 hengeres 1794 cm³ , 95 kW (129 LE), 2004–2009

### Dízelmotorok
- 2.0 D-4D - soros 4 hengeres 1995 cm³ 85 kW (116 LE), 2004–2006
- 2.2 D-4D - soros 4 hengeres 2231 cm³ 100 kW (136 LE), 2005–2009
- 2.2 D-CAT - soros 4 hengeres 2231 cm³ 130 kW (177 LE), 2005–2009

## Biztonság
A Toyota Corolla Verso 2004-es Euro NCAP teszteredményei:
| Euro NCAP teszteredmények        | Euro NCAP teszteredmények | Euro NCAP teszteredmények |
| -------------------------------- | ------------------------- | ------------------------- |
| Toyota Corolla Verso AR10 (2004) |                           |                           |
| Teszt                            | Pontszám                  | Értékelés                 |
| Felnőtt esetén                   | 35                        | 5/5                       |
| Gyermek esetén                   | 37                        | 4/5                       |
| Gyalogos esetén                  | 11                        |                           |

## Fordítás
Ez a szócikk részben vagy egészben  a   Toyota Corolla Verso című angol Wikipédia-szócikk fordításán alapul.  Az eredeti cikk szerkesztőit annak laptörténete sorolja fel. Ez a jelzés csupán a megfogalmazás eredetét és a szerzői jogokat jelzi, nem szolgál a cikkben szereplő információk forrásmegjelöléseként.